# نشوى مصطفى
نشوى مصطفى (19 مارس 1966 -)، ممثلة مصرية.

## عن حياتها

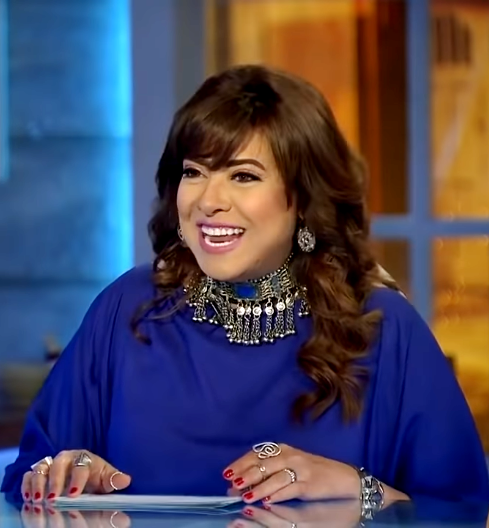
نشوى مصطفى ممثلة مصرية

خريجة جامعة عين شمس من كلية التجارة كما أنها حاصلة على بكالوريوس من «المعهد العالي للفنون المسرحية»، بدأت مشوارها الفني من خلال العمل في المسلسلات التلفزيونية، وقد اشتهرت بأداء الأدوار كوميدية وخصوصًا بدور العانس التي تبحث عن الزواج، كما عملت بأدوار مختلفة في السينما، بالإضافة لعملها كممثلة فقد عملت كصحفية في «مجلة 7 أيام».
لم تشارك الفنانة نشوى مصطفى مع الفنان راغب علامة في أي من أفلامها.

### حياتها الأسرية
متزوجة من رجل مصري يحمل الجنسية الأمريكية والذى توفى في 28 ديسمبر 2024 وأنجبا ابن وابنة هما عبد الرحمن ومريم.

## أعمال

### مسلسلات
- سيد الناس: 2025-نافعة
- إللي نحبهم: 2021-توحة
- البشارة: 2018-عبلة
- الشريط الأحمر: 2018-كروانة والدة مروان
- طماشة (ج6): 2017-ضيفة شرف
- مكان في القلب: 2016
- جراب حواء: 2016
- لهفة: 2015-شخصيتها الحقيقية
- عائلة أبو حديد: 2014
- الإخوة (ج1، 2): 2014، 2015-نجوى
- صاحب السعادة: 2014
- أنا وبابا وماما (ج1، 2): 2014، 2015-سلوى زوجة محمود
- في بيتنا حريقة: 2013
- صمت البوح: 2013
- الهلالي سلالم: 2012
- الشركة: 2012-نادية
- مجموعة إنسان: 2012
- لحظة ميلاد: 2011-فايزه
- حامد قلبه جامد: 2010-شكريات
- نعم مازلت آنسة: 2010
- اغتيال شمس: 2010
- جوز ماما (ج1): 2010
- صدق وعده: 2009-ضيفة العمل
- فستان فرح: 2009
- في مهب الريح: 2009
- متخافوش: 2009-سناء
- أبو العريف: 2009
- الدنيا لونها بمبي: 2009
- 7 شارع السعادة: 2008
- بعد الفراق: 2008-كوثر
- في أيد أمينة: 2008-نوال
- كافيه تشينو: 2008-هالة

- إللي نحبهم: 2021-توحة
- البشارة: 2018-عبلة
- الشريط الأحمر: 2018-كروانة والدة مروان
- طماشة (ج6): 2017-ضيفة شرف
- مكان في القلب: 2016
- جراب حواء: 2016
- لهفة: 2015-شخصيتها الحقيقية
- عائلة أبو حديد: 2014
- الإخوة (ج1، 2): 2014، 2015-نجوى
- صاحب السعادة: 2014
- أنا وبابا وماما (ج1، 2): 2014، 2015-سلوى زوجة محمود
- في بيتنا حريقة: 2013
- صمت البوح: 2013
- الهلالي سلالم: 2012
- الشركة: 2012-نادية
- مجموعة إنسان: 2012
- لحظة ميلاد: 2011-فايزه
- حامد قلبه جامد: 2010-شكريات
- نعم مازلت آنسة: 2010
- اغتيال شمس: 2010
- جوز ماما (ج1): 2010
- صدق وعده: 2009-ضيفة العمل
- فستان فرح: 2009
- في مهب الريح: 2009
- متخافوش: 2009-سناء
- أبو العريف: 2009
- الدنيا لونها بمبي: 2009
- 7 شارع السعادة: 2008
- بعد الفراق: 2008-كوثر
- في أيد أمينة: 2008-نوال
- كافيه تشينو: 2008-هالة

| - ثورة وحكاية: 2008-وسم - عاليها واطيها: 2008 - حمد الله على السلامة: 2007 - سعيد تعيس جدا جدا: 2007 - آخر الخط: 2007 - راجل وست ستات (ج2): 2007-مندوبة المبيعات الصينية - عمشة بنت عماش: 2007 - حياتي أنت: 2006 - آن الأوان: 2006-هديل - حارة العوانس: 2006 - علي يا ويكا: 2006 - نجمة الخليج: 2006 - القاهرة 2000: 2006 - العمر بالمقلوب: 2006 - علماء على طاولة الشطرنج: 2006 - راجعلك يا اسكندرية: 2005 - راديو ستار: 2005-ضيفة شرف - من غير ميعاد: 2005 - عبد الحميد أكاديمي: 2005 - محمود المصري: 2004-فاطمة - عمارة الأسرار: 2004 - المهنة طبيب: 2004 - الحب والعنف: 2004 - عفاريت السيالة: 2004-رئيسة - حكايات بابا فرحان: 2004 - أولاد الأكابر: 2003-جليلة زكريا - بعاد السنين: 2003 - قمر سبتمبر: 2003 - رضا راضية ورضا مش راضي: 2003 - ملك روحي: 2003-سلوى - حرس سلاح: 2002-راضية كمال مهران | - فارس العرب: 2002-سلمى - موعد مع الشهرة: 2002 - الجبال حين تنهار: 2002 - حسك عينك: 2002 - طيور الشمس: 2002-راويه - زمن عماد الدين: 2002-علياء طوسون - البحار مندي: 2002-بلطية (حكمت) - بلد المحبوب: 2002 - حمزة وبناته الخمسة: 2001-دنيا - أهل الدنيا: 2001 - عيال محظوظة: 2001 - أغلال ناعمة: 2000-كريمة - الغالب والمغلوب: 2000 - زوجة رجل طموح: 2000 - رجل طموح: 2000 - محاكمة الليالي: 2000 - عفوا هذا حقي: 2000 - أجنحة الشمس: 1999 - نهار وليل: 1999 - الشهاب: 1999 - امسك الخشب: 1999 - حارة برجوان: 1999-فاطمة - موال الحب والغضب: 1999 - ألف ليلة وليلة: ذات المال: 1999-قوقة - الليث بن سعد: 1999-حسنة - نحن لا نزرع الشوك: 1998-كوثر - نون النسوة: 1998 - ويأخذنا تيار الحياة: 1998 - كعب داير: 1998 - الفهلوي: 1998 - هارون الرشيد: 1997 | - عوضين وإمبراطورية عين: 1997 - عباسية واحد: 1997-مسعدة - ذو النون المصري: 1997-ميمونة - زيزينيا 1: الولي والخواجة: 1997-رزقة - تلفزيون في بيتي: 1997 - خالتي صفية والدير: 1996-ورد الشام - وسادسهم الزمن: 1996 - رابعة تعود: 1996 - أحلام كو: 1996-فتحية - إمراة مختلفة (صواريخ حريمي): 1996 - الخروج من المأزق: 1995 - أبو القاسم الطنبوري وإخوانه: 1995 - الشراقي: 1994-فوزية - الآنسة كاف: 1993-عفاف - بوابة الحلواني (ج1->4(: 1992->2001-حفصة - ليالي الحلمية (ج4، 5): 1992، 1995-ناهد - ساعة ولد الهدى: 1992 - ولا يزال الحب مستمرا: 1992 - ضمير أبلة حكمت: 1991-عبير جلال - البريمو: 1991-نجوان - عائلة الأستاذ شلش: 1990-ايناس - طارق من السماء: 1989 - الامام البخاري - المتهم بريء - من سيرة بني هلال: عزيزة ويونس-الثريا - الإختبار - وينشر في الجريدة الرسمية-ليلى - الصيد في الهواء - طريق الأحلام - فرط الرمان - مزنة آند فاميلي: 2008-مساعدي تحريك |

### أفلام
| - شاومينج: 2020 - بكرة: 2020 - هالو كايرو: 2011 - شبه منحرف: 2008-تحية زوجة رخا الصغير - أحلام الفتى الطايش: 2007-هيام الدكتورة - بالعربي سندريلا: 2006 | - إيه النظام: 2006-امل - واحد كابوتشينو: 2005 - سيد العاطفي: 2005-باربي صلاح الجمال - مندور وعزيزة: 2004 - ميدو مشاكل: 2003-ناهد | - قصاقيص العشاق: 2003-نشوى مساعدة اللبيسه - اللمبي: 2002-راقصة الاستعراض - فلاح في الكونجرس: 2002-كوثر - أفريكانو: 2001-زينب - الرجل الأبيض المتوسط: 2001-اوفا | - رحلة حب: 2001 - حرامية في كي جي تو: 2001-اعتدال - ليه خلتني أحبك: 2000-داليا - فيلم ثقافي: 2000-عصمت ضيفة شرف - الفرح: 1999-مديحه |

| - جناب الست رضا: 1998-فاطمة - قطرات ندى: 1993-هنية - كفر الجنون - رزق بياع الترمس - الشحات لما يحلم - قلبي يحترق - معركة انتخابية في عش الزوجية - سلاسل الحب - يوم سعيد يوم تعيس - الدرس - الليالي الباردة - النسيم العليل عليل - ثلاجة بالتقسيط المريح | - بينى وبينك: 2021 - شتات الشهبندر: 2019 - عيلة الفرطوغلي: 2019 - مؤذي الزناتي: 2016 - لالو عامل باللو: 2012 - الهوامش لابن قطامش: 2012 - مصباح علاء الدين: 2011 - حمزة وفتحية على 900: 2010 - قلقاسة في وكالة ناسا: 2009 - ميمي عربيات: 2008-هايدي - عيد في ريال مدريد: 2007 - تحسين و إخواته المجانين: 2006 - عرباوي: 2002 | - آدم عليه السلام: 2021-غندور - يوسف الصديق: 2019 - عطل فني: 2020 - سيلفي مع الموت: 2017تمثيل: وتأليف - ظل حيطة: 2016 - كبير الحلم: 2014 - رمضونا: 2010-لوزة - عم كريم أبو المفاهيم: 2005 - ازعرينا: 1999 - شوية عيال: 1999 - البحر بيضحك ليه: 1990 - خط النهاية: 1990-نوال - حكاية الأيام |

## وصلات خارجية
- نشوى مصطفى على موقع IMDb (الإنجليزية)
- نشوى مصطفى على موقع الدهليز
- نشوى مصطفى على موقع قاعدة بيانات الأفلام العربية
- نشوى مصطفى على موقع قاعدة بيانات الفيلم (الإنجليزية)